# Serment de Fëanor
Dans l'œuvre de l'écrivain britannique J. R. R. Tolkien, le serment de Fëanor (Oath of Fëanor) désigne la promesse prononcée par l'Elfe Fëanor et ses sept fils de poursuivre de leur haine et de leur vengeance toute créature possédant l'un des trois Silmarils à part l'un d'eux.
Ce serment provoquera de nombreux malheurs, qui sont au cœur des récits de la Quenta Silmarillion, partie principale du Silmarillion.

« Alors Fëanor fit un serment terrible. Ses sept fils sautèrent à ses côtés et firent ensemble la même promesse. Le reflet 
des torches ensanglanta leurs épées. 
Un serment que nul ne pourrait briser ni reprendre même au nom d'Ilúvatar, sans attirer sur sa tête les Ténèbres Éternelles.
Ils prirent pour témoins Manwë et Varda et les hauteurs sacrées du Taniquetil et jurèrent de poursuivre de leur haine et de leur vengeance jusqu'au confins du monde tout Valar, Démon, Elfe, tout Homme ou tout être encore à naître, toute créature grande ou petite, bonne ou mauvaise qui pourrait venir au monde jusqu'à la fin des temps et qui aurait un Silmaril en sa possession. »

— J. R. R. Tolkien, Le Silmarillion, Chapitre 9, page 86

## Histoire
Le serment a été prononcé dans la cité de Tirion en Aman, après que Melkor et Ungoliant eurent détruit les Deux Arbres du Valinor, assassiné Finwë, père de Fëanor et Haut Roi des Noldor à Formenos, et dérobé les Silmarils, marquant ainsi la fin des Années des Arbres et le début du Premier Âge.

### Conséquences
- En partant du Valinor, les Ñoldor attaquent les Teleri, leur volent des bateaux et tuent beaucoup d'entre eux.
- Après avoir pris les bateaux des Teleri, certains Ñoldor préfèrent Fingolfin comme Haut-Roi. Fëanor les abandonne, utilisant les navires pour transporter son armée en Beleriand avant de les brûler.
- La mort de Dior Eluchíl : celui-ci étant en possession d'un Silmaril et ne voulant pas le donner aux fils de Fëanor, ceux-ci l'attaquent et le tuent ainsi qu'un grand nombre des soldats le défendant.
- La mort de Fëanor et de ses fils en se battant pour les Silmarils.
- La perte définitive des Silmarils.
- Le lai de Beren et Lúthien, : Beren s’était engagé à voler un Silmaril à Morgoth, pour obtenir la main de Lúthien auprès du roi Elu Thingol.
- La mort de Carcharoth et les ravages qu'il commit : alors que Beren et Lúthien s'enfuyaient avec le Silmaril, il avala la main de Beren qui le tenait. Ravagé de l'intérieur par le Silmaril, il courut détruisant tout sur son passage avant d'être tué par Huan.
- La mort de Huan, en se battant contre Carcharoth.

## Création et évolution
Le serment de Fëanor apparaît dans le Silmarillion.

## Adaptations
Les récits du « Silmarillion » n'ont pas été adaptés au cinéma, à la radio ou à la télévision. Le serment de Fëanor a néanmoins inspiré les dessinateurs, comme Ted Nasmith ou Jenny Dolfen.